# Lina Ege
Lina Ege (* 20. Januar 1879 in Schlebusch; † 27. Mai 1971 in München) war eine deutsche sozialdemokratische Politikerin und Landtagsabgeordnete.

## Leben
Lina Ege (geborene Mitterhauser) wurde als jüngste Tochter eines Sozialdemokraten aus dem heutigen Leverkusener Ortsteil Schlebusch geboren. Nach Besuch der Volksschule war sie zunächst Hausfrau. In den 1890er Jahren lernte sie den Zimmerergesellen Richard Rösch kennen, den sie wenig später heiratete. Aus der Ehe gingen drei Töchter hervor. Rösch war 1901/02 Redakteur und Leiter des Aachener Volksblattes und später Bezirksleiter im Zentralverband der Zimmerer. Nach der Trennung des Paares 1908 verzog Richard Rösch nach Dresden, Lina nach Frankfurt am Main. 
Nach ihrer Scheidung heiratete sie den Sozialdemokraten Albrecht Ege. Beide waren ab 1933 im Widerstand gegen das NS-Regime tätig und wurden deshalb 1936 verhaftet. Nach der Freilassung setzte Albrecht Ege seine Tätigkeit im Widerstand fort, wurde erneut verhaftet und 1943 hingerichtet. Lina floh zu ihrer Tochter Edith aus der Ehe mit Richard Rösch nach München, wo sie bis zu ihrem Tod lebte.

## Politische Tätigkeit
1903 wurde Lina Rösch Mitglied des sozialistischen Frauenvereins und schrieb nebenamtlich für die sozialdemokratische Parteipresse. Nach Aufhebung des Parteiverbots für Frauen trat sie 1909 der SPD bei und war zwischen 1913 und 1922 Mitglied des SPD-Bezirksvorstandes in Hessen-Nassau. Ab 1909 arbeitete sie in Frankfurt in der kommunalen Wohlfahrtspflege. U. a. war sie Mitglied des Jugendamtes, des Fürsorgeamtes, der Kinderschutzkommission und der Friedenskommission. Zwischen 1912 und 1924 arbeitete sie als Armenpflegerin, zeitweise auch als Ermittlerin der Fürsorge.
Von 1919 bis 1921 war Ege Mitglied der verfassungsgebenden preußischen Landesversammlung und anschließend bis 1928 Mitglied des preußischen Landtages. Dort gehörte sie als stellvertretende Vorsitzende u. a. dem bevölkerungspolitischen Ausschuss an und war Vorsitzende des Fraktionsausschusses ihrer Partei für Wohlstandsfragen. Zu ihren Verdiensten gehört die Mitarbeit an einem modernen Hebammengesetz, welches erstmals eine unentgeltliche Geburtshilfe durch die Krankenkassen gewährte. In den Jahren 1925 bis 1928 war sie Beisitzerin im Landtagspräsidium, zeitweise auch Mitglied des Reichsgesundheitsrates.
Mit Machtübernahme der Nationalsozialisten und dem Verbot der SPD arbeitete sie weiter im Untergrund, wurde 1936 verhaftet, kam jedoch wenig später wieder frei. Nach 1945 setzte sie ihr politisches Engagement in der Münchner SPD fort, bevor sie sich aus gesundheitlichen Gründen 1965 von der Parteiarbeit zurückzog.